# 成都凤凰山机场
成都凤凰山机场是中国四川省成都市的军用机场，位于中心城区北面约六千米的金牛区，因靠近成都凤凰山得名。1931年，四川省军政府修建了民航机场，1937年冬扩建此机场为军用机场。

## 历史
1943年，抗日战争后期，美国对日本实施的战略轰炸马特霍恩作战曾在凤凰山机场、太平寺机场、马家寺机场、双桂寺机场、彭家场机场等成都周边机场部署B-29轰炸机空袭日本。
第二次国共内战末期，随着中华民国政府迁台，1949年12月10日下午2时，蒋介石和儿子蒋经国乘坐由衣復恩驾驶的专机从成都凤凰山机场起飞，6时30分到达台湾臺北松山機場，从此再未到过中国大陆。1957年，成都民用航空由凤凰山机场转场至由双桂寺机场更名的双流机场:230。
为了为双流机场和天府机场进一步释放空域，2013年起，成都市政府加快推进凤凰山、太平寺等市内军用机场搬迁工作。